# Frente de Resistencia Islámica en Siria
El Frente de Resistencia Islámica en Siria en árabe: جبهة المقاومة الاسلامية في سوريا‎, romanizado: Jabhat al-muqāwamah al-Islāmīyah fī Sūriyā anteriormente conocido como Frente de Liberación del Sur en árabe: جبهة تحرير الجنوب‎, romanizado: Jabhat taḥrīr al-Janūb  es una organización militante pro-Assad establecida por el Partido Social Nacionalista Sirio en respuesta a la caída del régimen de Assad y la invasión israelí de Siria.

## Historia
El Frente de Resistencia Islámica en Siria se estableció el 17 de diciembre de 2024 como el Frente de Liberación del Sur con el objetivo, según un comunicado publicado por la organización, de proteger al pueblo sirio y expulsar a Israel del territorio sirio,  el comunicado lo describió como una organización siria de base establecida en respuesta al silencio y la inacción del nuevo gobierno sirio con respecto a Israel, al que se hace referencia en el comunicado como «el enemigo israelí» y «la ocupación israelí». También enfatizó que la organización no tiene afiliación con ningún estado, secta o partido, ya sea dentro de Siria o en el extranjero. El nombre de Frente de Liberación del Sur fue cambiado a Frente de Resistencia Islámica en Siria el 11 de enero de 2025.
El 9 de enero de 2025, el Frente de Liberación del Sur dio a Israel 48 horas para retirar todas las tropas israelíes de la zona de amortiguación cerca de los Altos del Golán o, de lo contrario, las Fuerzas de Defensa de Israel serían atacadas.
El 26 de enero de 2025, el Frente de Resistencia Islámica en Siria se atribuyó la responsabilidad de derribar un dron perteneciente a las Fuerzas de Defensa de Israel en el sur de Siria en su primera operación oficial contra ellos.
El 18 de febrero de 2025, el Frente de Resistencia Islámica en Siria afirmó haber atacado una incursión sionista en la zona de Ain Dhakr.